# Kai Hoffmann
Kai Anton Carl Nyholm Hoffmann (født 31. august 1874 i København, død 29 august 1949 i Gladsaxe) var en dansk jurist og digter.
Kai Hoffmann var søn af premierløjtnant og søkaptajn Villiam Richard Leopold Hoffmann (1848-1898) og Armgard Nyholm (1846-1923). Han tog studentereksamenen fra Østerbros latin- og realskole i 1892 og juristeksamen fra Københavns universitet 1899. Derefter arbejdede han først i tre år som advokatfuldmægtig i København og sidenhen - frem til 1918 - som assistent i Københavns Kriminal- og Politiret. Han var fuldmægtig i Finansministeriets revisionsafdeling i årene 1920-1925. Ved siden af denne karriere arbejdede han desuden som rådgiver for Gyldendals Forlag (1911-1917), Pios Forlag (1918) samt Poul Branners Forlag (1919). Han giftede sig 24 april 1903 med forfatter og maler Eline Fischer. Sammen fik de sønnen Ulf Hoffmann, der også blev forfatter.
Hoffmann debuterede som digter i 1895, da hans første digt blev publiceret i Studenterbladet . Han var stærkt påvirket af symbolismen og forfattere som Johannes Jørgensen og Charles Baudelaire, hvilket kom til udtryk i hans første digtsamling, Liljer i Mørket (1899). I digtsamlingen Byen og Havet (1902) skildrer han virkeligheden som den udspiller sig i København og i naturen. I digtsamlingerne Riget (1905), Under Solen (1907) og Blaa Strande (1911) mærkes en indflydelse fra Friedrich Nietzsche i form af heltedyrkelse og  racefantasier. Desuden ses inspiration fra Johannes V. Jensen. Digtsamlingen Hav og Værelse (1913) præges af religiøse grublerier og et angreb mod kristendommen for at have hæmmet devisen om at leve i nuet. I Den store Vaar (1918) skildrer han sin syn på nuet som forbundet med det forgangne og fremtiden. I Blaanende Danmark (1919) og Solskinskyster (1926) skildres naturen som realiseringen af drømme, ideal og Gud. Fra 1914 og frem blev han tildelt  et årligt bidrag af staten. I digtsamlingerne Hjem og Hjemland (1916) og Sværdtid er endt (1920) fornemmes en tidstypisk national tone og i den sidstnævnte udtrykkes ønsket om at genforene Slesvig med Danmark. I digtsamlingerne Den vide Verden (1921), Dag og Nat (1923), Bølger i Blæst (1926) og Det grønne Land (1931) er livslysten blevet afløst af eftertanke og harmoni. 1930'erne betød en pause fra forfatterskabet, men under besættelsen udkom han med digtsamlingerne Danmarks Rige (1941), Somrens Fylde (1944) og I Sværdets Skygge (1945), som alle havde et nationalt tema. Hoffmann blev populær med folkesangen Den danske Sang (med musik af Carl Nielsen) fra 1924 og fik på grund af denne et legat (Kai Hoffmann Legatet) opkaldt efter sig 1946.

## Hæder og priser
- Otto Benzons Forfatterlegat (1916)
- Holger Drachmann-legatet (1919)
- Emma Bærentzens Legat (1926)
- Frk. Astrid Goldschmidts Legat (1932)
- Det anckerske legat (1933)